# Teatro Alberto Maranhão
El Teatro Alberto Maranhão (en portugués: Teatro Alberto Maranhão o TAM) es un teatro situado en la ciudad de Natal, Estado de Río Grande do Norte, Brasil. El teatro es un monumento enumerado por el Instituto de Patrimonio Histórico y Artístico de Rio Grande do Norte. Fue diseñado por el ingeniero José de Berredo; la construcción se inició en 1898, bajo la dirección del alcalde Theodosio Paiva. Fue inaugurado en el año 1904, y originalmente fue denominado Teatro Carlos Gomes.